# Hugh Joseph Addonizio

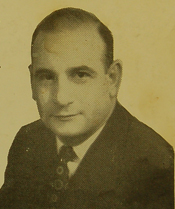
Hugh Joseph Addonizio

Hugh Joseph Addonizio (* 31. Januar 1914 in Newark, New Jersey; † 2. Februar 1981 in Red Bank, New Jersey) war ein US-amerikanischer Politiker. Zwischen 1949 und 1962 vertrat er den Bundesstaat New Jersey im US-Repräsentantenhaus.

## Werdegang
Hugh Addonizio besuchte die öffentlichen Schulen seiner Heimat einschließlich der West Side High School sowie die St. Benedict’s Prep School, die er im Jahr 1935 absolvierte. Anschließend studierte er bis 1939 an der Fordham University in New York City. Seit 1939 arbeitete er für die A&C Clothing Company, deren Vizepräsident er im Jahr 1946 wurde. Während des Zweiten Weltkrieges diente er bis Februar 1946 in der United States Army. Zum Zeitpunkt seines Ausscheidens aus dem Militärdienst hatte er es bis zum Hauptmann gebracht.
Politisch war Addonizio Mitglied der Demokratischen Partei. Bei den Kongresswahlen des Jahres 1948 wurde er im elften Wahlbezirk von New Jersey in das US-Repräsentantenhaus in Washington, D.C. gewählt, wo er am 3. Januar 1949 die Nachfolge von Frank Sundstrom antrat. Nach sechs Wiederwahlen konnte er bis zu seinem Rücktritt am 30. Juni 1962 im Kongress verbleiben. In seine Zeit im Kongress fielen der Beginn des Kalten Krieges, der Koreakrieg und innenpolitisch die Bürgerrechtsbewegung.
Addonizios Rücktritt erfolgte, nachdem er als Nachfolger von Leo P. Carlin zum Bürgermeister von Newark gewählt worden war. Dieses Amt bekleidete er bis 1970. Er verbrachte seinen Lebensabend in Tinton Falls und starb am 2. Februar 1981 in Red Bank.